# Rio Suruguá
O rio Suruguá, também conhecido como ribeirão Suruguá e ribeirão do Salto, é um curso de água que banha o estado do Paraná.

## Etimologia
Eduardo Navarro sugere que o topônimo "Suruguá" pode vir do termo da língua geral meridional surucuá, que designava o pássaro conhecido pelo mesmo nome na língua portuguesa.